# 鬥牙進

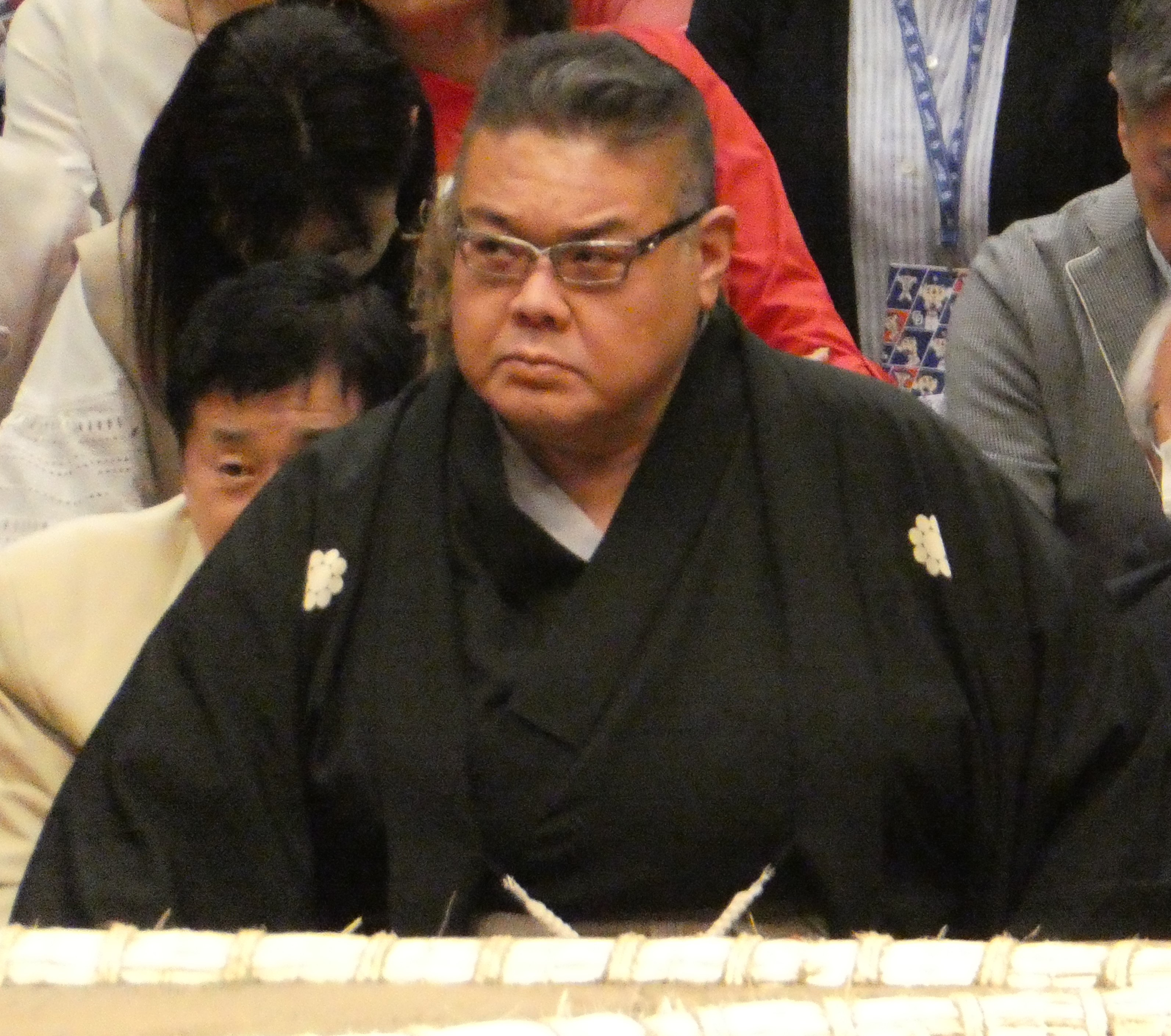

鬥牙進（1974年7月4日—），原名玉城順，日本千葉縣市川市出身的前大相撲力士，活躍於1990年代後半期至2000年代。身高189cm、體重174kg、血型A型。所屬相撲部屋是高砂部屋，最高位置東小結（2003年9月場所）。現在是錦戶部屋的千田川親方。

## 生涯
鬥牙的父親是高砂部屋的序二段力士高勇，鬥牙在於1991年1月加入高砂部屋後開始了自己的職業生涯。就像20世紀70年代和80年代的同門關脇高見山大五郎一樣，鬥牙以留著長的鬢角作為一個獨特的特徵。
1998年鬥牙第一次成功進入幕內級別並迅速成為長期的前頭力士，雖然他的結果不足以使他成為三役力士（雖然他在2003年9月的一場比賽中是小結，他無法保留這個等級）。他對幕內級力士來說並不是一個很大的挑戰，他在與橫綱武藏丸光洋和貴乃花光司的比賽中全輸掉了。他從未擊敗橫綱或贏得三賞。
2000年12月18日，鬥牙在大阪市福島區駕駛一架私家車撞到一位女途人並殺死她。他根本不應該開車，因為在之前的事件發生後日本相撲協會禁止所有力士這樣做。相撲協會告訴鬥牙閉門思過兩個月，並且減薪20％。他的師匠6代高砂（元小結富士錦猛光）也受降格處分。他因此退出了2001年1月的比賽，並且降到十兩。這使得高砂部屋在沒有任何幕內力士的情況下保持部屋，這是123年歷史上的第一次。然而，鬥牙在2001年3月回到土俵後立即重新入幕。
2004年，鬥牙肩部受傷，最終導致他再次下降到十兩。雖然他兩次設法暫時返回，但他沒有成功地持續回歸幕內。他因脊柱相關的背部問題越來越多，這也是他2006年1月比賽第6天休場的原因，這也減少了他對對手的推力。在3月份災難性的負越之後，鬥牙於2006年5月被降級為幕下並在比賽開始當天宣布退役。

## 引退
鬥牙於2007年1月27日舉行了正式的退休儀式，並在九重部屋擔任教練。直到2010年1月，他才使用了佐之山名跡，然而，這個名跡由前大關千代大海龍二擁有，他於2010年9月名跡再次改為押尾川。2012年，他成為了千田川，同年離開了九重部屋，在錦戶部屋擔任教練。
2023年9月從相撲協會辭職，在一間土俵工程公司任職。